# Elverta
Elverta är en ort (CDP) i Sacramento County, i delstaten Kalifornien, USA. Enligt United States Census Bureau har orten en folkmängd på 5 492 invånare (2010) och en landarea på 22,9 km².